# Subbass
Subbass - orgonaregiszter; német nyelven. A francia romantika diszpozíciói gyakran nevezi „Soubbasse” vagy „Sous-basse” néven is. A reneszánsz kora óta ismert regiszter, mely az orgona pedálművén helyezkedik el; és tölt be alapozó szerepet. Amennyiben jól van megépítve; abban az esetben a piano regisztrációt nem nyomja el és a forte vagy tutti regisztráció mellett sem marad a háttérben hallhatatlan. Kizárólag 16’ és 32’ magasságban épül. Anyaga fenyő vagy tölgy; jellege 32’ magasság esetén lehet fedett vagy nyitott, 16’ esetén viszont jobbára nyitott; alakja hasáb; hangja fátyolos, alapozó.